# 叶夫根尼娅·塔拉索娃
叶夫根尼娅·马克西莫夫娜·塔拉索娃（俄语：Евгения Максимовна Тарасова，1994年12月17日—）生于鞑靼斯坦共和国喀山，是一名俄罗斯女子花样滑冰运动员，主攻双人滑。塔拉索娃1998年开始接触花样滑冰，她在早年时期主攻单人滑。青年时期，她移居至莫斯科，决定转攻双人滑。刚开始时，她的搭档是叶戈尔·丘金。2012年春，她开始与弗拉基米尔·莫罗佐夫搭档。